# پوزیتانو
پوزیتانو (به ایتالیایی: Positano) یک کومونه در ایتالیا است که در استان سالرنو واقع شده‌است.

## خصوصیات
پوزیتانو ۸ کیلومترمربع مساحت و ۳٬۹۶۸ نفر جمعیت دارد و ۰ متر بالاتر از سطح دریا واقع شده‌است.

## نگارخانه

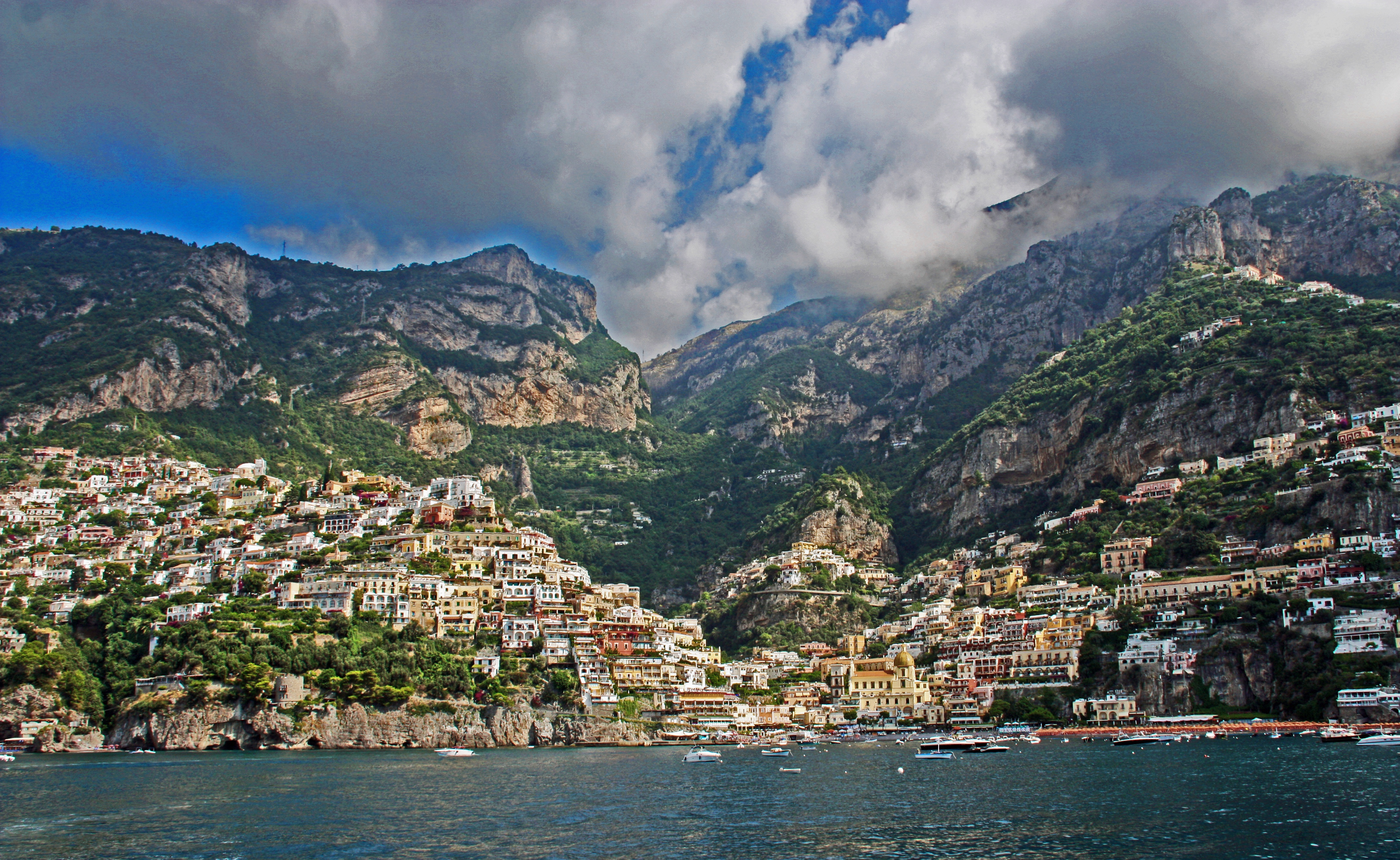
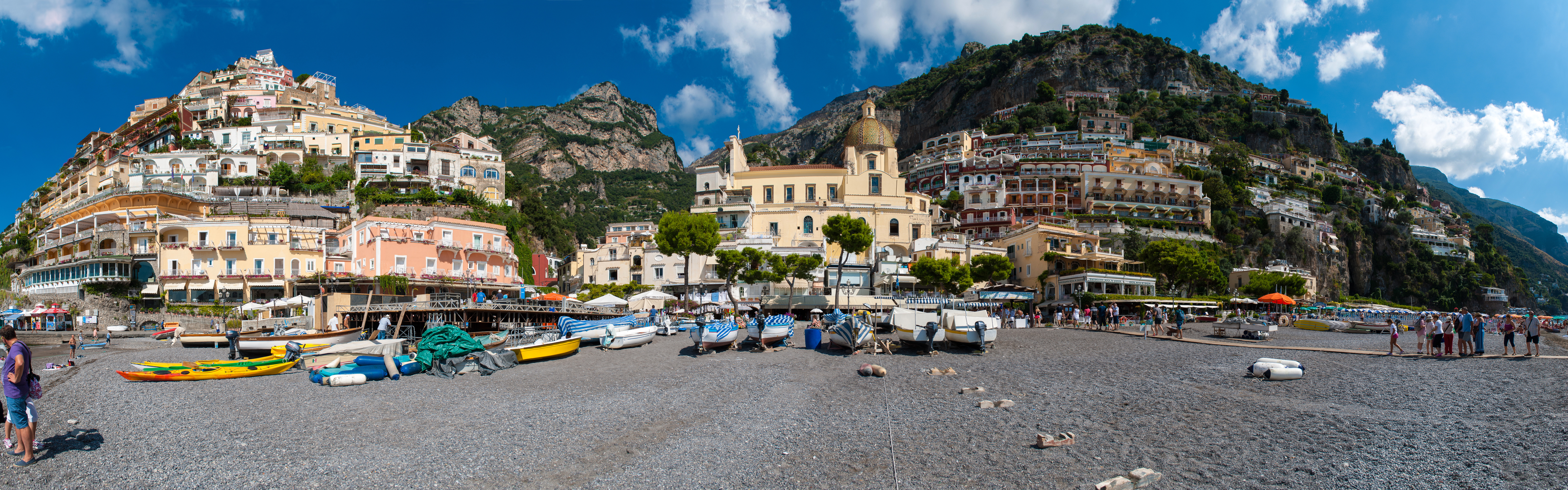
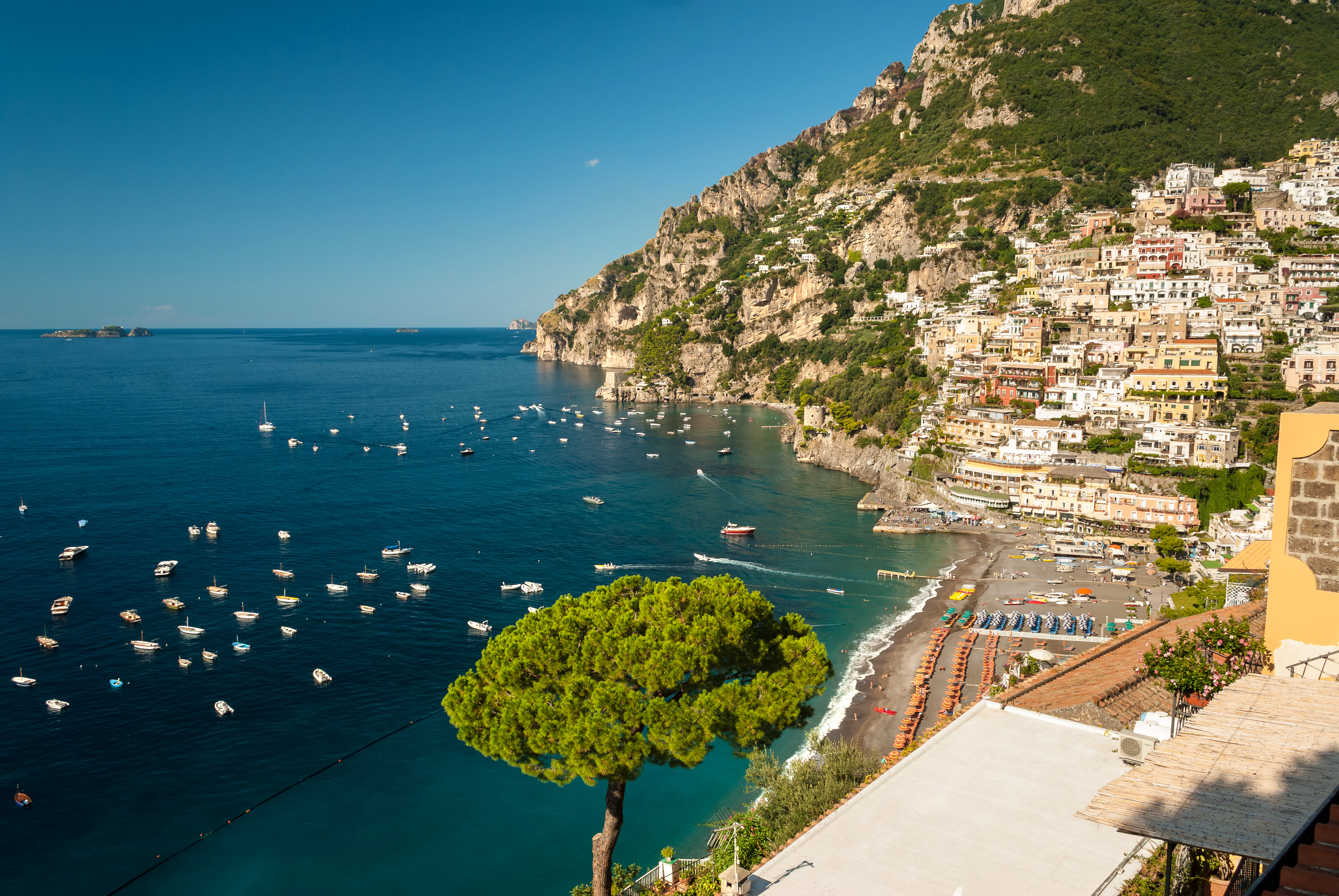
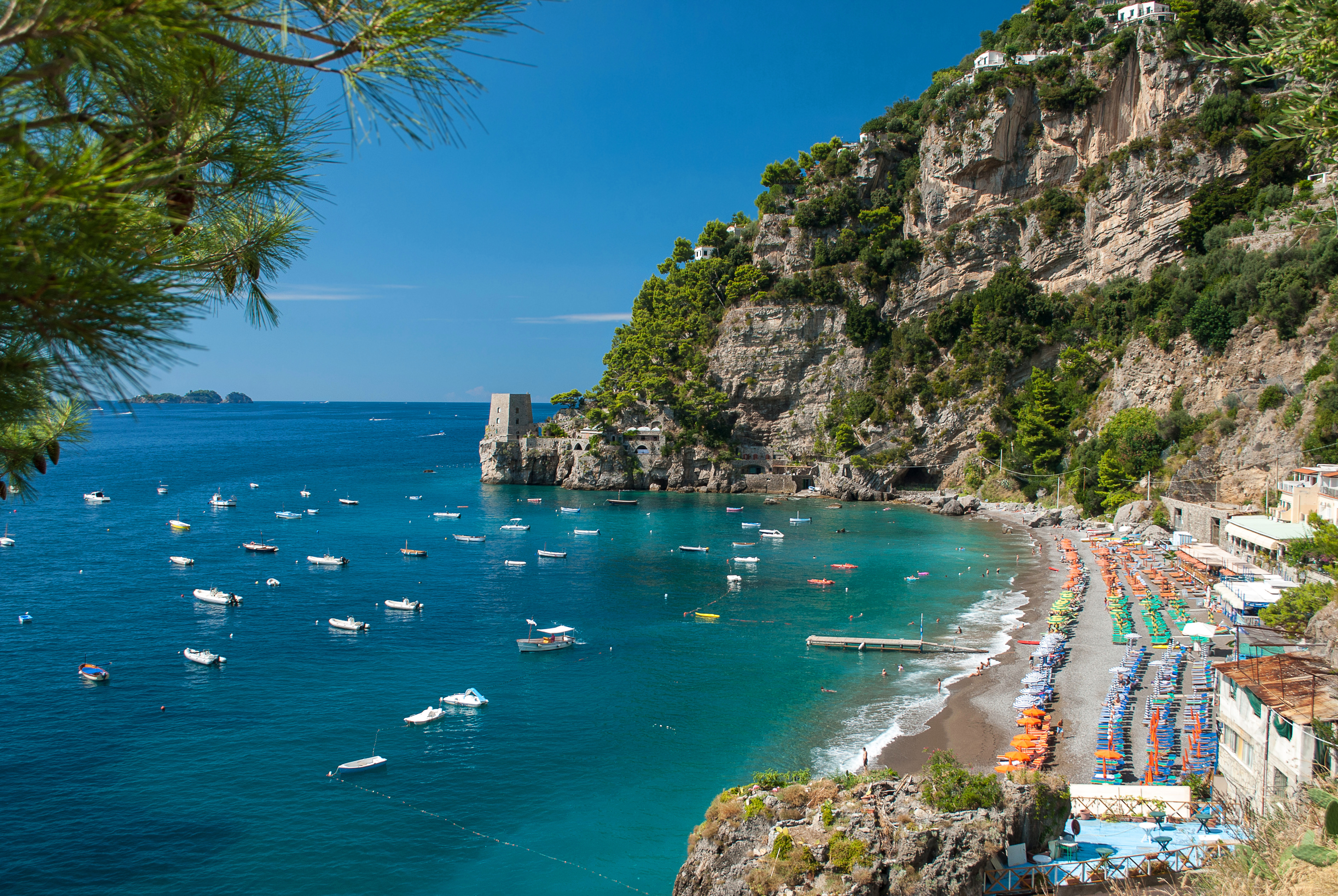
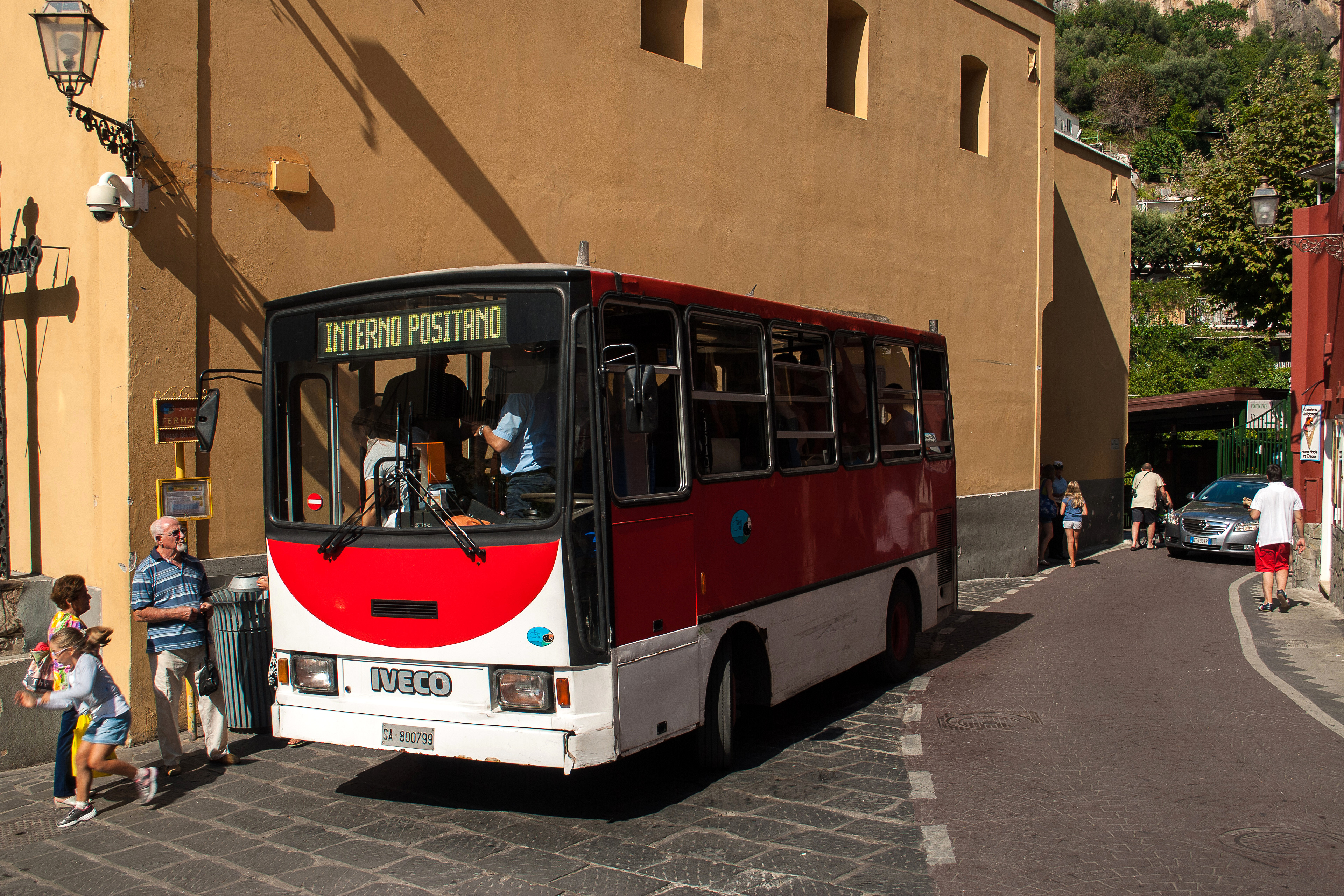